# Ernesto Francisco Damerau
Ernesto Francisco Damerau (Bom Retiro, 10 de julho de 1932 – 19 de agosto de 2015) foi um médico brasileiro.
Filho de Ernesto Damerau e Maria Ignês Damerau.
Graduado em medicina em 1957 pela Faculdade de Medicina da Universidade Federal do Paraná.
Na Universidade Federal de Santa Catarina (UFSC) foi Instrutor de Ensino de Clínica Cirúrgica (1962 - 1965), Professor Assistente de Clínica Cirúrgica (1965 - 1971), Professor Assistente do Departamento de Clínicas do Centro Biomédico (1971 - ...)
Foi membro titular fundador da Associação Catarinense de Medicina (1996). Foi considerado um dos mais qualificados e respeitados profissionais da medicina catarinense, profissão que exerceu por 57 anos.
Foi sepultado no Cemitério Jardim da Paz de Florianópolis.